# Országútikerékpár-versenyzés

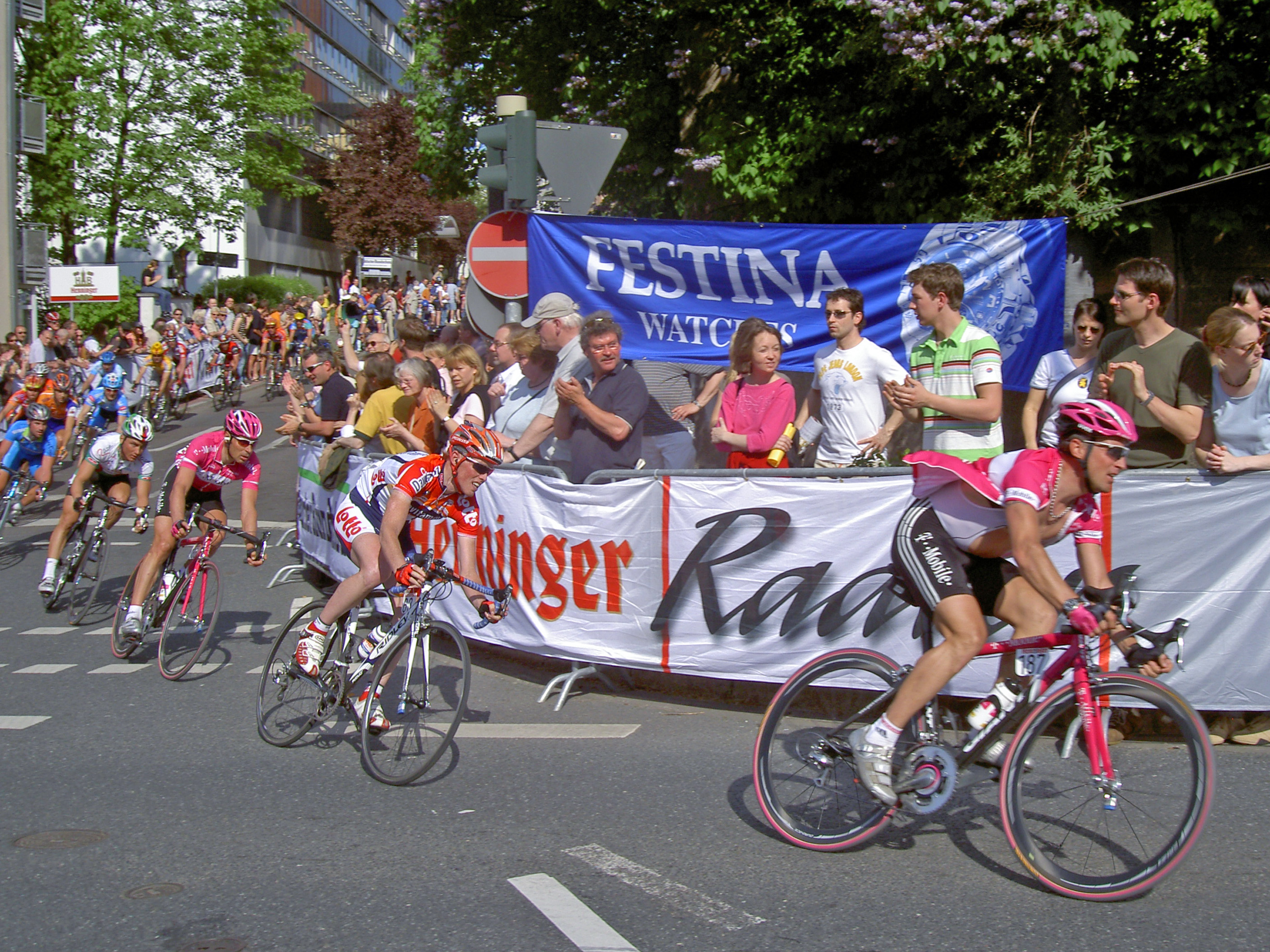
Országútikerékpár-verseny, Burlington, Vermont, 2004. április

Az országúti kerékpározás a 19. század végén kialakult sportág, főleg Európát hódította meg gyorsan: a legjelentősebb versenyek mind a mai napig elsősorban Franciaországban, Olaszországban, Spanyolországban, a Benelux államokban és Németországban zajlanak. Jó néhány verseny 100 éves múltra tekint vissza.

## Versenyfajták
- Mezőnyverseny: rendszerint 150–250 km hosszú, többnyire sík, vagy csak kisebb dombokkal tarkított távon rendezik, és az összes versenyző egyszerre indul. Az átlagsebesség rendszerint 40–45 km/h.
- Hegyi mezőnyverseny: szintén 150–250 km hosszú, de jelentős emelkedőket magába foglaló pályán rendezik meg, külön nehézség, ha a befutóra egy hegytetőn kerül sor. A távot rendszerint 30–35 km/h-val teszik meg.
- Kritérium verseny: lezárt utcai körpályán zajló verseny, a pályaversenyekhez hasonlóan általában 30–50 kört kell megtenni egy 1–3 km hosszú pályán. Főleg az USA-ban terjedt el.
- Egyenkénti indítású időfutam: általában 30–70 km közötti távon rendezett versenyszám, amelynek során a versenyzők speciális időfutam-kerékpárokon illetve aerodinamikus mezben és sisakban haladhatnak. A kerékpárosokat rendszerint 1–3 perc eltéréssel indítják. Az átlagsebesség 50–55 km/h körüli is lehet.
- Csapatidőfutam: az előzővel azonos körülmények között illetve felszereléssel zajló verseny, de itt 5–9 fős csapatokat indítanak. A versenyzők a távot váltott vezetéssel teszik meg, így nagyobb sebességet érhetnek el, ami rendszerint 50–55 km/h közötti.
- Hegyi időfutam: hossza változó, de általában 15–35 km közötti. A versenyzőket egy hegy aljából egyenként indítják, a cél pedig a hegy tetején van. Sokszor egy 5–10 km-es közel sík, vagy csak enyhén emelkedő útszakaszt is beiktatnak a táv elejére, hogy a versenyzők izmai bemelegedjenek. Itt majdnem teljesen "normál" országúti kerékpárokat használnak, ezeket azonban a lehető legkönnyebbre készített alkatrészekkel, illetve néha aerodinamikai kiegészítőkkel szerelik fel, bár ennek itt kisebb a jelentősége, mint a súlycsökkentésnek. Az átlagsebesség 20–30 km/h közötti. Ehhez hasonló versenyfajta az USA-ban is elterjedt "Hillclimb", bár ott a kerékpárosok egyszerre rajtolnak.

## Versenyek
- Egynapos versenyek, például: Párizs–Roubaix, Liège–Bastogne–Liège, Gent–Wevelgem, Vattenfall Cyclassics (korábban HEW Cyclassics), Milánó–Sanremo
- Egyhetes körversenyek, például: Tour de Suisse, Dauphiné Libéré, Tour de Hongrie
- Háromhetes körversenyek: Tour de France, Giro d’Italia, Vuelta a España

## Legendás hegyek, emelkedők
Az országúti kerékpáros körversenyek legizgalmasabb részeit a legendás hegyi szakaszok jelentik, amelyek a nézők számára látványos pillanatokat, a versenyzők számára pedig komoly fizikai megpróbáltatást jelentenek. Gyakran előfordul, hogy egyetlen szakasz során 4-5, akár 1500–2500 méteres hegycsúcsot is meg kell mászniuk a bringásoknak. Az összetett verseny kimenetele is többnyire ezeken a szakaszokon dől el, ezért ilyenkor tízezrek szurkolnak az út szélén. Különösen nagy a tét és a hangulat, amikor a célvonal is egy hegy tetején van kijelölve. Minden körversenynek megvannak a maga emblematikus emelkedői, amelyekhez számtalan emlékezetes történet kapcsolódik. Ezek közül versenyenkénti bontásban mutatjuk be a legjelentősebb hegyeket.
A kerékpáros körversenyeken az emelkedőket nehézség szerint kategorizálják. A Tour de France szervezői 5 különböző nehézségi fokozatot különböztetnek meg: kiemelt, első, második, harmadik és negyedik kategóriás emelkedőket. A többi körversenyen általában ehhez igazodnak (a Giro d’Italia, illetve a Vuelta is hasonló rendszert használ). Olyan országokban, ahol nincsenek magas hegyek, ennél kevesebb fokozatot használnak: a magyar körversenyen (Tour de Hongrie) csak 3 kategória van.
Minél hosszabb és meredekebb, illetve nagyobb magasságkülönbségű egy emelkedő, annál nehezebb kategóriába sorolják (a kiemelt kategóriás a legnehezebb, a 4. kategóriás a legkönnyebb).
Ha egy emelkedő a szakasz végén helyezkedik el, illetve előtte több hegyre is fel kellett tekerniük a versenyzőknek, akkor a versenyzők fáradtsága miatt eggyel magasabb kategóriába is sorolhatják, mint amit a puszta számadatok (hossz, meredekség) indokolnának. A rossz útminőség ugyanezt eredményezheti.
A kategóriák jelölése néhány körversenyen:
Tour de France: HC, 1, 2, 3, 4
Giro d’Italia: sötétzöld (speciale), zöld (1), piros (2), sárga (3), fehér (4)
Vuelta a Espana: Esp, 1, 2, 3
Tour de Hongrie: 1, 2, 3
Magyarázat: Egy emelkedőnek 3 fő paramétere van, illetve csak kettő, mert a harmadik az előző kettőből meghatározható. Ezek: a emelkedő hossza, a megtett magasságkülönbség és a meredekség. Meredekség = magasságkülönbség/hossz 
Mindez százalékban kifejezve, például 10 km hosszú emelkedő, 750 m magasságkülönbséggel (például 250 m-ről megyünk fel 1000 m-re) 750/10000=0,075=7,5%
Megjegyzés: 5% alatt még nem igazán szokták emelkedőnek nevezni, mert kb. 3%-os meredekségnél lehet kb. megérezni, hogy az út emelkedik. 5% fölött viszont egy csapásra nehezebbé válik az út. Ez nem azt jelenti, hogy egy 30 km hosszú 3%-os emelkedő ne lenne fárasztó. A meredekség növekedésével exponenciálisan egyre nehezebb hajtani, huzamosabb ideig 10%-os meredekségű úton felfele haladni normál országúti áttétellel már komoly megpróbáltatás
(normál országúti áttétel = elöl 52/39, hátul 11-27 fogszámú fogaskerék).